# Бельский, Василий-Фёдор Иванович
Не путать с князем Бельским Фёдором Ивановичем.
Князь Василий-Фёдор Иванович Бельский  — пристав, голова и воевода во времена правления Ивана IV Васильевича Грозного.
Из княжеского рода Бельских, Рюрикович. Старший сын родоначальника княжеского рода Ивана Михайловича Морткина-Бельского. Имел братьев, князей Льва (убежал в Литву), Григория Ивановича по прозванию Горчак и Петра Ивановича.

## Биография
В 1554 году голова в походе с князем Телятьевским в Казанское царство на Арские места и окружные казанские народы, за этот поход пожалован от царя золотым. В январе 1560 года послан пятым головою к Алысту и иным порубежным городам, находился при боярине князе Серебряном в Большом полку, а по взятии Алыста назначен первым головою в походе под Вильно. После взятия Вильно находился при князе Троекурове. В сентябре 1564 года, в Великих-Луках пристав у царевича Ибака, а после в походе на Литву пристав у царевича Кайбулы, впоследствии воевода правой руки русского войска.
Имел трёх сыновей: Самуила, Фёдора и Илью Васильевичей.